# Friazino

Friazino (em russo: Фрязино) é uma cidade da Rússia, no oblast de Moscovo, no rio Liubosseievka. 
População: 52,98 mil habitantes (2009), e localiza-se a 25 quilómetros de Moscovo. 
Centro de eletrônica micro-ondas da União Soviética (Rússia).

## Habitantes ilustres
- Aleksandr Balandin foi um cosmonauta soviético.
- Alexei Kuleshov é um jogador de voleibol russo.
- Stanislav Petrov é um Tenente-Coronel soviético.